# Karangsari (Agrabinta)
Karangsari is een bestuurslaag in het regentschap Cianjur van de provincie West-Java, Indonesië. Karangsari telt 1962 inwoners (volkstelling 2010).